# علاقة انعكاسية
في الرياضيات، علاقة انعكاسية أو علاقة عكسية (بالإنجليزية: reflexive relation)‏ هي علاقة ثنائية على مجموعة ما، حيث كل عنصر مرتبط بنفسه في إطار هذه العلاقة. بكلمات أخرى؛ تكون العلاقة ~ انعكاسية على مجموعة S عندما يكون x ~ x صحيحاً من أجل كل عنصر x من S. أبسط مثال على هذه العلاقات هي علاقة التساوي في مجموعة الأعداد الحقيقية، بما أن كل عدد مساوى لنفسه، وتوصف المجموعة عندها بأنها تملك خاصة انعكاسية.

## مصطلحات ذات صلة
العلاقة غير العكسية (بالإنجليزية: irreflexive أو anti-reflexive)‏، وهي علاقة ثنائية على مجموعة ما حيث لا يرتبط فيها عنصر بنفسه، كمثال علاقة «أكبر قطعا من» (x>y) في مجموعة الأعداد الحقيقية، لاحظ بأنه عندما لا تكون العلاقة عكسية فهي ليست بالضرورة غير عكسية، من الممكن تعريف علاقة ترتبط فيها بعض العناصر ببعضها. كمثال العلاقة الثنائية «حاصل ضرب x في y هو عدد زوجي»، هي عكسية على مجموعة الأعداد الزوجية، وغير عكسية على مجموعة الأعداد الفردية، وليست عكسية ولا غير عكسية على مجموعة الأعداد الطبيعية.

## أمثلة

### أمثلة عن علاقات انعكاسية
- «مساوي لـ» (علاقة التساوي)
- «مجموعة جزئية من»
- «قابل للقسمة على» (قابلية القسمة)
- «أكبر من أو يساوي»
- «أصغر من أو يساوي»

### أمثلة عن علاقات غير انعكاسية
- «غير مساوي لـ»
- «هو عدد أولي بالنسبة لـ» (من أجل الأعداد الصحيحة أكبر من 1، بما أن 1 عدد أولي بالنسبة لنفسه)
- «أكبر من»
- «أصغر من»

## عدد العلاقات العكسية
عدد العلاقات الانعكاسية في مجموعة من ن عنصر هو 2ن2−ن.
| عدد العلاقات الثنائية من ن عنصر من أنواع مختلفة | عدد العلاقات الثنائية من ن عنصر من أنواع مختلفة | عدد العلاقات الثنائية من ن عنصر من أنواع مختلفة | عدد العلاقات الثنائية من ن عنصر من أنواع مختلفة | عدد العلاقات الثنائية من ن عنصر من أنواع مختلفة | عدد العلاقات الثنائية من ن عنصر من أنواع مختلفة | عدد العلاقات الثنائية من ن عنصر من أنواع مختلفة | عدد العلاقات الثنائية من ن عنصر من أنواع مختلفة | عدد العلاقات الثنائية من ن عنصر من أنواع مختلفة |
| ن                                               | الكل                                            | متعدية                                          | انعكاسية                                        | ترتيب مسبق (preorder)                           | ترتيب جزئي                                      | ترتيب مسبق كلي (total preorder)                 | ترتيب كلي                                       | علاقة تكافؤ                                     |
| ----------------------------------------------- | ----------------------------------------------- | ----------------------------------------------- | ----------------------------------------------- | ----------------------------------------------- | ----------------------------------------------- | ----------------------------------------------- | ----------------------------------------------- | ----------------------------------------------- |
| 0                                               | 1                                               | 1                                               | 1                                               | 1                                               | 1                                               | 1                                               | 1                                               | 1                                               |
| 1                                               | 2                                               | 2                                               | 1                                               | 1                                               | 1                                               | 1                                               | 1                                               | 1                                               |
| 2                                               | 16                                              | 13                                              | 4                                               | 4                                               | 3                                               | 3                                               | 2                                               | 2                                               |
| 3                                               | 512                                             | 171                                             | 64                                              | 29                                              | 19                                              | 13                                              | 6                                               | 5                                               |
| 4                                               | 65536                                           | 3994                                            | 4096                                            | 355                                             | 219                                             | 75                                              | 24                                              | 15                                              |
| موسوعة المتتاليات الصحيحة على الإنترنت          | A002416                                         | A006905                                         | A053763                                         | A000798                                         | A001035                                         | A000670                                         | A000142                                         | A000110                                         |